# Glacier du Batura
Le glacier du Batura (ourdou : بتورا گلیشیر) se situe dans la région autonome du Gilgit-Baltistan au Pakistan, à l'ouest de la vallée de la Hunza et au nord du massif du Batura Muztagh.
Long de 56 kilomètres, le glacier de Batura est l'un des plus grands du Karakoram, il s'épanche vers l'est et aboutit dans la vallée de la Hunza où il lui arrive de couper la route du Karakoram.